# John Waite (Cricketspieler)
John Henry Bickford Waite (* 19. Januar 1930 in Johannesburg, Südafrikanische Union; † 22. Juni 2011 in Johannesburg, Südafrika) war ein südafrikanischer Cricketspieler, der zwischen 1951 und 1965 für die südafrikanische Nationalmannschaft spielte.

## Kindheit und Ausbildung
Waite besuchte die Rhodes-Universität.

## Aktive Karriere
Waite gab sein First-Class-Debüt in der Saison 1948/49 und spielte in der Folge für Eastern Province. In der Saison 1950/51 konnte er im Currie Cup herausragen und so wurden die Selektoren auf ihn aufmerksam. In Juni 1951 wurde er für die Tour in England hinter dem ersten Wicket-Keeper Russell Endean nominiert und gab sein Test-Debüt im ersten Test, wobei ihm ein Fifty über 76 Runs gelang. Für die Tour in Australien in der Saison 1952/53 wurde er erneut zusammen mit Endean nominiert, konnte sich jedoch schon bald gegen ihn durchsetzen. Im fünften Test gelang ihm dabei ein Half-Century über 64 Runs. Ein weiteres Fifty (72 Runs) erreichte er bei der darauf folgenden Tour in Neuseeland, ebenso (52 Runs) wie beim Gegenbesuch des neuseeländischen Teams im Januar 1954. Sein erstes Century gelang ihm im Juli 1955 im dritten Test der Tour in England, als er 113 Runs erzielte. Im weiteren Verlauf der Tour erreichte er ein weiteres Fifty (60 Runs). In der Saison 1956/57 konnte er gegen England ein weiteres Fifty (61 Runs) erzielen.
In der Saison 1957/58 erreichte er in der Tour gegen Australien im ersten Test ein Century über 115 Runs im ersten Innings und ein weiteres Fifty (59 Runs) im zweiten. Im dritten Test folgte ein weiteres Century über 134 Runs. Im Juni 1960 folgte eine Tour in England, bei dem er mit zwei Fifties (58 & 56* Runs) im ersten Test begann. Im dritten (60 Runs) und fünften Spiel (77 Runs) der Serie folgte je ein weiteres Fifty. Im Dezember 1961 traf das Team auf Neuseeland und nach einem Fifty (63 Runs) im ersten Test und ein Century im zweiten (101 Runs). In der Saison 1963/64 erreichte er in Australien zwei weitere Fifties (66 un 77 Runs). Auf der folgenden Tour in Neuseeland plante er seine Position an Denis Lindsay zu übergeben. ein Jahr später konnte Lindsey gegen England jedoch nicht überzeugen. So kam Waite zu seinem letzten Einsatz im Nationalteam, als er noch einmal ein Fifty (64 Runs) erreichte und nach 50 Tests seine internationale Karriere beendete. Sein letztes First-Class-Spiel absolvierte er in der Saison 1965/66.

## Nach der aktiven Karriere
In späteren Jahren hatte er zusammen mit seinem Nationalmannschaft-Kollegen Sid O’Linn einen Sport-Shop in Johannesburg. Er verstarb im Juni 2011 im Alter von 81 Jahren.